# تاريخ الفيزياء دون الذرية

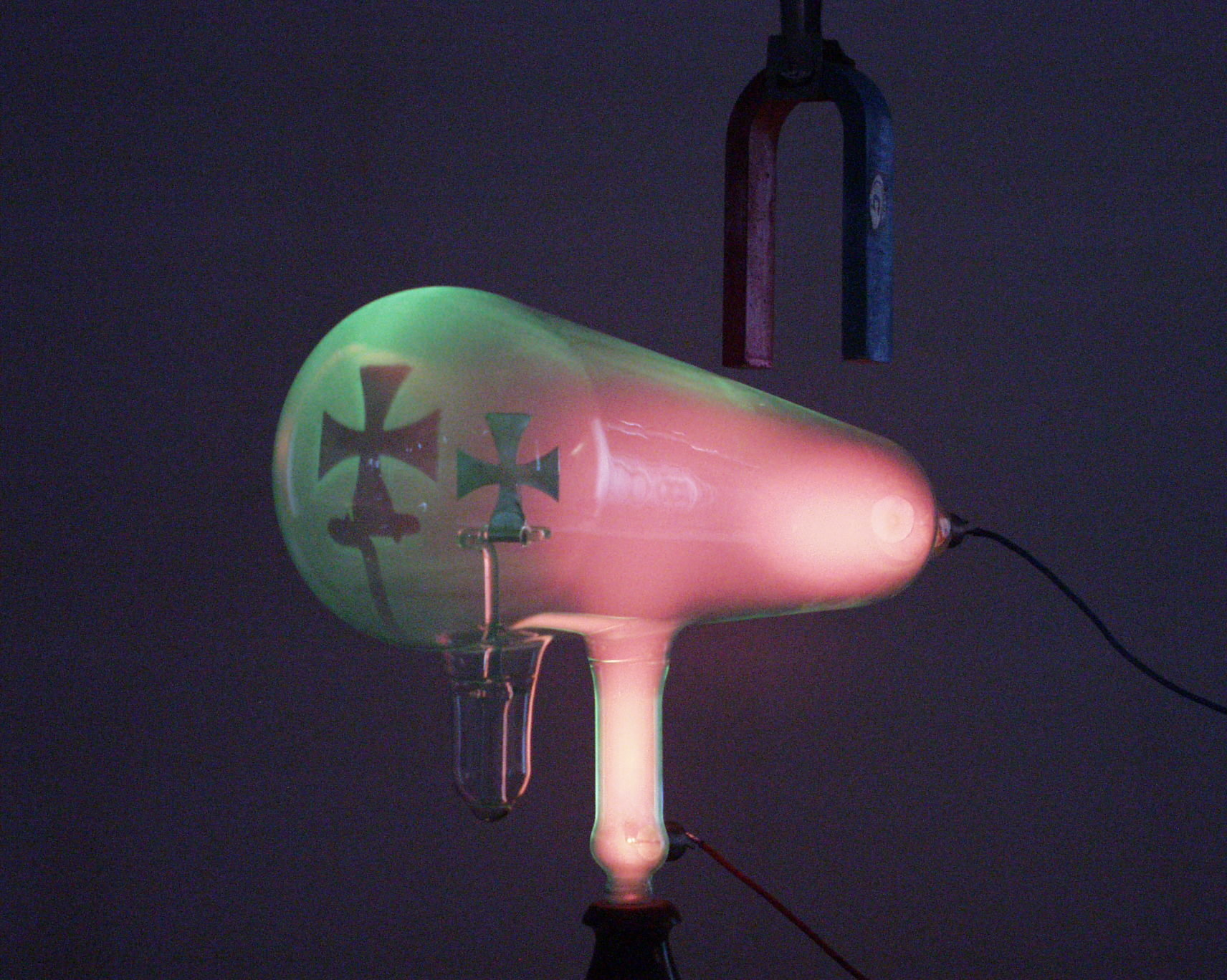
أنبوب كروكس مع حارف مغناطيسي

وُجدت الفكرة القائلة إن المادة تتكون من جسيمات أصغر منها، وإنه هناك عدد محدود من أنواع الجسيمات الأساسية الأصغر حجمًا في الطبيعة، في الفلسفة الطبيعية منذ القرن السادس قبل الميلاد على الأقل. اكتسبت مثل هذه الأفكار مصداقية فيزيائية بدأت في القرن التاسع عشر، أما مفهوم «الجسيم الثانوي»، فقد خضع لبعض التغيرات في معناه: بشكل خاص، لم تعد الفيزياء الحديثة تعتبر الجسيمات الثانوية غير قابلة للتلف. حتى الجسيمات الأولية من الممكن أن تضمحل أو تصطدم ببعضها بطريقة تدمرها؛ قد تنتهي حياة تلك الجسيمات وتكوّن في النتيجة جسيمات (أخرى).
اكتُشفت الجسيمات الصغيرة وأُجريت أبحاث عنها بصورة متزايدة: تشمل هذه الجسيمات الجزيئات، التي تتكون من ذرات، والتي تحتوي بدورها على جسيمات دون ذرية، أي النوى الذرية والإلكترونات. اكتُشفت أنواع عديدة أخرى من الجسيمات دون الذرية. وُجد في النهاية أن معظم هذه الجسيمات (عدا الإلكترونات) تتشكل من جسيمات أصغر منها مثل الكواركات. تدرس فيزياء الجسيمات هذه الجسيمات الأصغر حجمًا وسلوكها تحت الطاقات العالية، فيما تدرس الفيزياء النووية النوى الذرية ومكوناتها (المباشرة): البروتونات والنيوترونات.

## التطور المبكر
تعود الفكرة القائلة إن جميع المواد تتكون من جسيمات أولية إلى القرن السادس قبل الميلاد على الأقل. كان الجاينيون في الهند القديمة أول من أيّد الطبيعة الجسيمية للأجسام المادية بين القرنين التاسع والخامس قبل الميلاد. طبقًا لزعماء جاينيين مثل بارشفاناثا وماهافيرا، فإن الجماد (الأجيفا؛ الجزء غير الحي في الكون) يتكون من مادة أو بودغالا، من شكل محدد أو غير محدد يتكون بدوره من جسيمات صغيرة جدًا غير معدودة وغير مرئية تُسمى بيرمانو. تشغل البيرومانو نقطة في الفضاء، ولدى كل بيرمانو لون، ورائحة، ومذاق، وملمس معين. يتحد التنوع اللامحدود من البيرمانو ويشكل البودغالا. دُرست العقيدة الفلسفية للمذهب الذري وطبيعة الجسيمات الأولية أيضًا على يد فلاسفة إغريقيين قدماء أمثال ليوكيبوس، وديموقريطوس، وإبيقور؛ وفلاسفة هنود قدماء من أمثال كانادا، وديغانغا، ودارماكرتي؛ وعلماء مسلمين من أمثال ابن الهيثم، وابن سينا، ومحمد الغزالي؛ وفيزيائيين في أوروبا الحديثة المبكرة من أمثال بيير غاسندي، وروبرت بويل، وإسحاق نيوتن. اقتُرحت نظرية جسيمات الضوء من قبل ابن الهيثم، وابن سينا، وغاسيندي، ونيوتن.
تأسست هذه الأفكار المبكرة من خلال منطق تجريدي وفلسفي بدلًا من الاختبارات العلمية والرصد التجريبي، ومثلت مسارًا واحدًا فقط من التفكير. في المقابل، عارضت العديد من أفكار غوتفريد فيلهيلم لايبنتس كلَّ ما كان معروفًا في الفيزياء الحديثة تقريبًا.
في القرن التاسع عشر، استنتج جون دالتون من خلال عمله على قياس اتحادية العناصر أن كل عنصر كيميائي يتألف من نوع واحد فريد من الجسيمات. اعتقد دالتون ومعاصروه أن تلك العناصر كانت الجسيمات الأساسية في الطبيعة وهكذا أطلقوا عليها اسم الذرات atoms، تيمنًا بالكلمة الإغريقية «أتوموس atomos» التي تعني «غير قابل للانقسام» أو «غير مقطوع».

## من ذرات إلى نوى

### الجسيمات دون الذرية الأولى
قرب نهاية القرن التاسع عشر، اكتشف الفيزيائيون أن ذرات دالتون ليست في الحقيقة الجسيمات الأساسية في الطبيعة، بل هي تكتلات من جسيمات أصغر منها. اكتُشف الإلكترون بين عامي 1879 و1897 في أعمال وليام كروكس، وآرثر شوستر، وجوزيف جون طومسون، وفيزيائيين آخرين؛ قاس روبرت أندروز ميليكان وهارفي فليتشر شحنتَه في تجربة قطرة الزيت في عام 1909. نظّر الفيزيائيون أن الإلكترونات ذات الشحنة السالبة هي جزء أساسي من «الذرات»، مع بعض المواد موجبة الشحنة (غير معروفة بعد)، وقد أُثبت ذلك لاحقًا. أصبح الإلكترون أول جسيم أولي أساسي مُكتشَف بالفعل.
قدمت الدراسات حول «النشاط الإشعاعي»، التي سرعان ما كشفت ظاهرة الاضمحلال الإشعاعي، حجة أخرى ضد اعتبار العناصر الكيميائية العناصرَ الأساسية في الطبيعة. رغم من هذه الاكتشافات، يلتصق مصطلح الذرة بذرات دالتون (الكيميائية)، وهو يدل الآن على أصغر جسيم في العنصر الكيميائي، الذي لا يُعد شيئًا غير قابل للتجزئة حقًا.

### البحث في تفاعل الجسيمات
لم يعرف فيزيائيو بدايات القرن العشرين إلا قوتين أساسيتين فقط: القوة الكهرومغناطيسية وقوة الثقالة، إذ لم تتمكن الأخيرة من شرح تركيب الذرات. لذا كان جليًا أن يفترضوا أن مادة موجبة الشحنة غير معروفة تجذب الإلكترونات بواسطة قوة كولوم.
في عام 1909، شرح إرنست رذرفورد وتوماس رويدس أن جسيم ألفا يندمج مع إلكترونين لتشكيل ذرة هيليوم. في المصطلحات الحديثة، فإن جسيمات ألفا هي ذرات هيليوم متأينة متضاعفة (على نحو أكثر دقة: النظير 4He). قُيدت التخمينات التي تخص تركيب الذرات بشدة بواسطة تجربة رقائق الذهب الخاصة برذرفورد في عام 1907، مبينة أن الذرة في الأساس هي فضاء خالٍ، وكل كتلتها تقريبًا متمركزة في نواة ذرية صغيرة جدًا.

### داخل الذرة

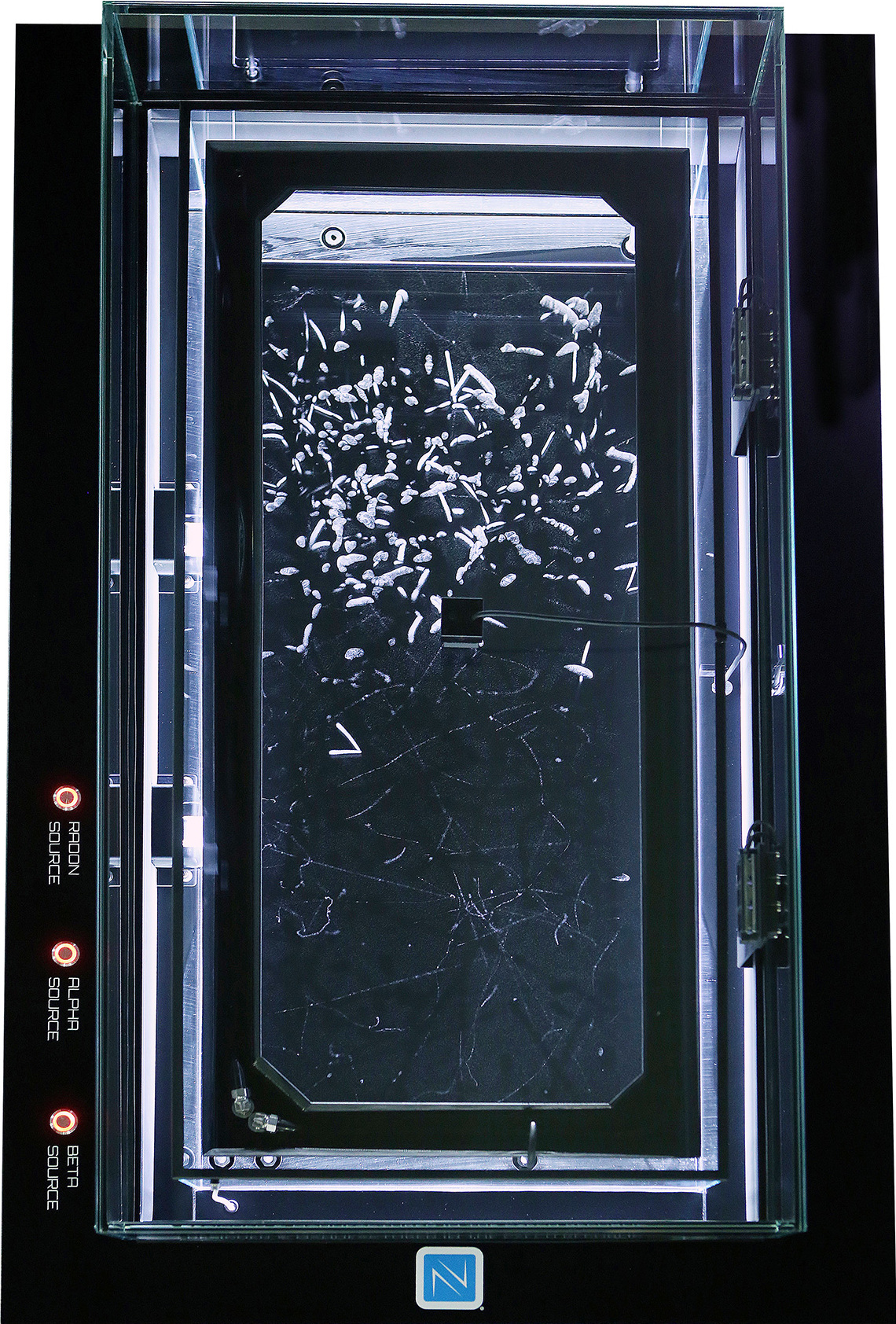
لعبت الغرف السحابية دورًا بارزًا بوصفها كاشفات للجسيمات في بدايات الفيزياء دون الذرية. اُكتشفت بعض الجسيمات ومنها البوزيترون عن طريق هذا الجهاز.

بحلول عام 1914، كانت التجارب التي أجراها إرنست رذرفورد، وهنري موزلي، وجيمس فرانك، وغوستاف هرتس قد أثبتت أن الذرة تتركب من نواة كثيفة موجبة الشحنة محاطة بإلكترونات ذات كتلة أقل. سلطت هذه الاكتشافات الضوء على طبيعة الاضمحلال الاشعاعي وعلى أشكال أخرى من تحول العناصر من شكل إلى آخر، فضلًا عن العناصر ذاتها.
تبيّن أن العدد الذري ما هو إلا شحنة كهربائية موجبة للنواة الذرية لذرة ما. لا تسبب التحولات الكيميائية، التي تقودها تفاعلات كهرومغناطيسية، تغيرًا في النواة؛ لهذا السبب تُعد العناصر غير قابلة للتلف كيميائيًا. لكن حين تغير النواة شحنتها و/أو كتلتها (بإرسال أو استلام جسيم)، من الممكن أن تصبح الذرة ذرةً لعنصر آخر. بيّنت النسبية الخاصة كيفية ارتباط نقص الكتلة بالطاقة المنتجة أو المستهلكة من التفاعلات. في الوقت الحالي، يُسمى فرع الفيزياء الذي يدرس تحولات النواة وتركيبها «الفيزياء النووية»، مقارنةً مع «الفيزياء الذرية» التي تدرس تركيب الذرات وخصائصها، متجاهلة معظم الجوانب النووية. قاد تطور فيزياء الكم الناشئة، كنموذج بور، إلى فهم الكيمياء من ناحية تنظيم الإلكترونات في أكثر مستويات الذرات فراغًا.
في عام 1918، أكّد رذرفورد أن نواة الهيدروجين جسيم موجب الشحنة، وأطلق عليها اسم «البروتون». في ذلك الوقت، برهنت بحوث فريدريك سودي في العناصر الإشعاعية، وتجارب جوزيف جون طومسون وفرانسيس وليم أستون قطعيًا على وجود النظائر، التي تمتلك نواها كتلًا مختلفة رغم أعدادها الذرية المتماثلة. دفعت النظائر رذرفورد للتخمين أن جميع النوى باستثناء الهيدروجين تحتوي على جسيمات غير مشحونة، أطلق عليها اسم «النيوترون». ازدادت الأدلة على أن النوى الذرية تتألف من جسيمات أصغر منها (تُسمى النويات حاليًا)؛ أصبح من الواضح أنه في حين تصد البروتونات بعضها كهروستاتيكيًا، تجذب النويات بعضها بعضًا بواسطة قوة جديدة (القوة النووية). أدت هذه الاكتشافات إلى صناعة نشطة لتوليد ذرة من أخرى، وحتى إلى جعل تحويل الرصاص إلى ذهب ممكنًا (مع أنه لن يكون مربحًا أبدًا)، وأدت أيضًا إلى تطوير الأسلحة النووية.

## ما توصلت إليه ميكانيكا الكم

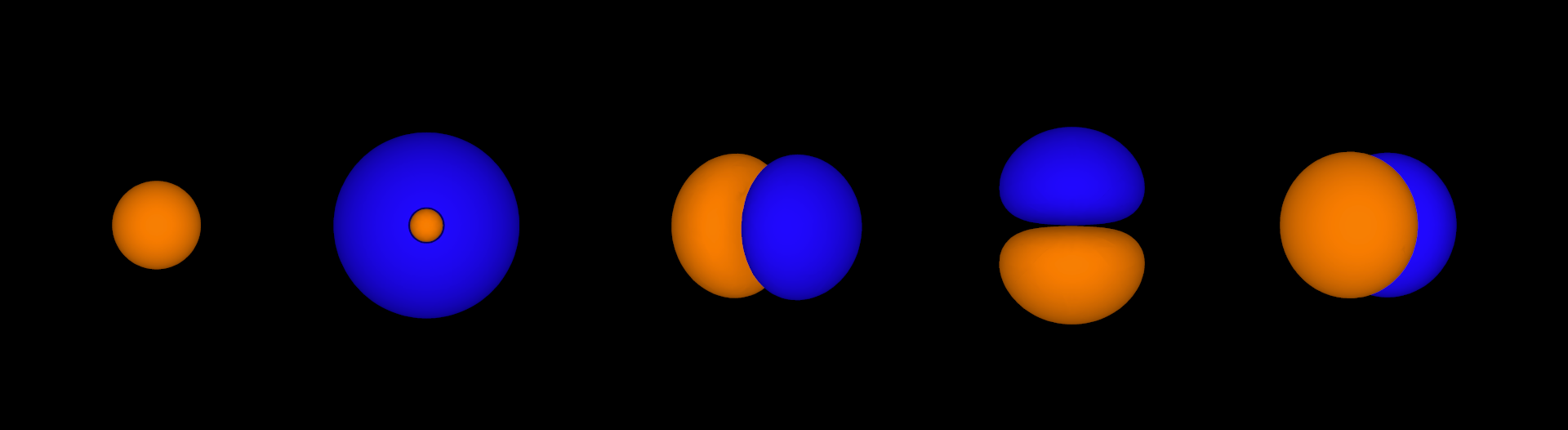
المدارات الذرية لعناصر الدورة الثانية من الجدول الدوري،
1s 2s 2p (ثلاثة أغلفة)
جميع تحت الأغلفة المشبعة (بما فيها 2p) متماثلة كرويًا بالأصل.

أصبح تحسين فهم التراكيب الذرية والنووية مستحيلًا دون تطوير المعرفة حول ماهية الجسيمات.
أظهرت التجارب والنظريات المحسّنة (مثل نظرية «موجات الإلكترون» لإرفين شرودنغر) تدريجيًا أنه لا يوجد اختلاف أساسي بين الجسيمات والأمواج. على سبيل المثال، أُعيدت صياغة الموجات الكهرومغناطيسية على أساس جسيمات تُسمى الفوتونات. تبيّن أيضًا أن الأجسام الفيزيائية لا تغيّر مقاييسها، كالطاقة الكلية والموقع والزخم، مع دوال الزمن المستمرة، كما كان يُعتقد في الفيزياء الكلاسيكية (انظر انتقال إلكتروني).
حصل اكتشاف مهم آخر هو الجسيمات المتماثلة أو إحصائيات جسيمات الكم بشكل عام. ثبت أن الإلكترونات متماثلة: رغم إمكانية وجود إلكترونين أو عدة إلكترونات معًا لها مقاييس مختلفة، فهي لا تحافظ على تواريخ منفصلة مميزة. ينطبق هذا أيضًا على البروتونات، والنيوترونات، والفوتونات (مع وجود اختلافات معينة) أيضًا. اقتُرح أن هناك عددًا محدودًا من أنواع الجسيمات الأصغر حجمًا في الكون.
أثبتت نظرية إحصائيات اللف المغزلي أن أي جسيم في زمكاننا إما أن يكون بوزونًا (ما يعني أن إحصاءه هو إحصاء بوز-أينشتاين) أو فرميونًا (ما يعني أن إحصاءه هو إحصاء فيرمي-ديراك). وُجد لاحقًا أن جميع البوزونات الأساسية تنقل القوى، كما تنقل الفوتونات الضوء. قد تنقل بعض البوزونات غير الأساسية (أي الميزونات) القوى، مع أنها قوى غير أساسية أيضًا. الفرميونات هي جسيمات «مثل الإلكترونات والنويات» وتتكون بشكل عام من المادة. لاحظ أن الجسيم الذري أو دون الذري المتكون من عدد كلي زوجي من الفرميونات (كالبروتونات، والنيوترونات، والإلكترونات) هو بوزون، فليس بالضرورة أن يكون البوزون مرسلًا للقوى بل قد يكون جسيمًا ماديًا اعتياديًا تمامًا.
اللف المغزلي هو الكمية التي تفرق بين البوزونات والفرميونات. يظهر عمليًا كزخم زاوي حقيقي لجسيم ما، لا يرتبط بحركة الجسيم لكنه يرتبط ببعض خاصياته الأخرى كثنائي القطب المغناطيسي. ويُشرح نظريًا من أنواع مختلفة من تمثيل المجاميع المتناظرة، أي تمثيل الموتر (الذي يشمل المتجهات والكميات القياسية) للبوزونات ذات العدد الصحيح (في {\displaystyle \hbar }) من اللفات المغزلية، وتمثيل السبينور للفرميونات ذات العدد نصف الصحيح من اللفات المغزلية.
دفع الفهم المتطور لعالم الجسيمات الفيزيائيين إلى القيام بتنبؤات جريئة، كتنبؤ ديراك بالبوزيترون في عام 1928 (تأسس على نموذج بحر ديراك)، وتنبؤ باولي بالنيوتيرنو في عام 1930 (تأسس على حفظ الطاقة والزخم الزاوي في اضمحلال بيتا). أُثبت كلاهما لاحقًا.
تُوج هذا بصياغة أفكار نظرية الحقل الكمومي. تستطيع أولى هذه النظريات (والوحيدة المتكاملة رياضيًا)، هي الكهروديناميكا الكمية، تمامًا شرح تركيب الذرات، بما فيها الجدول الدوري والطيف الذري. طُبّقت أفكار ميكانيكا الكم ونظرية المجال الكمي على الفيزياء النووية أيضًا. على سبيل المثال، فُسّر اضمحلال ألفا بأنه عبور نفقي كمومي من خلال القدرة النووية، وفسر الإحصاء الفرميوني للنويات اقتران النويات، واقترح يوكاوا هيديكي جسيمات افتراضية معينة (تُعرف حاليًا بالبيونات أو ميزونات بّاي) لتكون تفسيرًا للقوة النووية.